# 쇼트 브라더스
쇼트 브라더스(Short Brothers), 쇼츠(Shorts) 또는 쇼트(Short)는 북아일랜드 벨파스트에 본사를 둔 항공우주 회사이다. 쇼츠는 1908년 런던에서 설립되었으며 세계 최초로 양산형 비행기를 제작한 회사였다. 특히 1950년대에 제조된 비행정 디자인으로 주목을 받았다.
1943년 쇼츠는 국유화되었다가 나중에 국유화가 해제되었으며, 1948년에는 켄트주 로체스터 (켄트주)에 있는 본거지에서 벨파스트로 이전했다. 1960년대에 쇼츠는 주로 터보프롭 여객기, 항공우주 주요 제조업체의 주요 부품, 영국군용 미사일을 생산했다.
쇼츠는 1989년 봄바디어가 인수하기 전까지 주로 정부 소유였으며 2007년에는 북아일랜드에서 가장 큰 제조 부문이었다. 2020년 11월 봄바디어는 벨파스트 사업장을 스피릿 에어로시스템즈(Spirit AeroSystems)에 매각했다.
이 회사의 제품에는 봄바디어 에어로스페이스, 보잉, 롤스로이스 독일(Rolls-Royce Deutschland), 제너럴 일렉트릭 및 프랫 & 휘트니의 항공기 부품, 엔진 나셀 및 항공기 비행 제어 시스템이 포함된다.